# Пострадянські держави

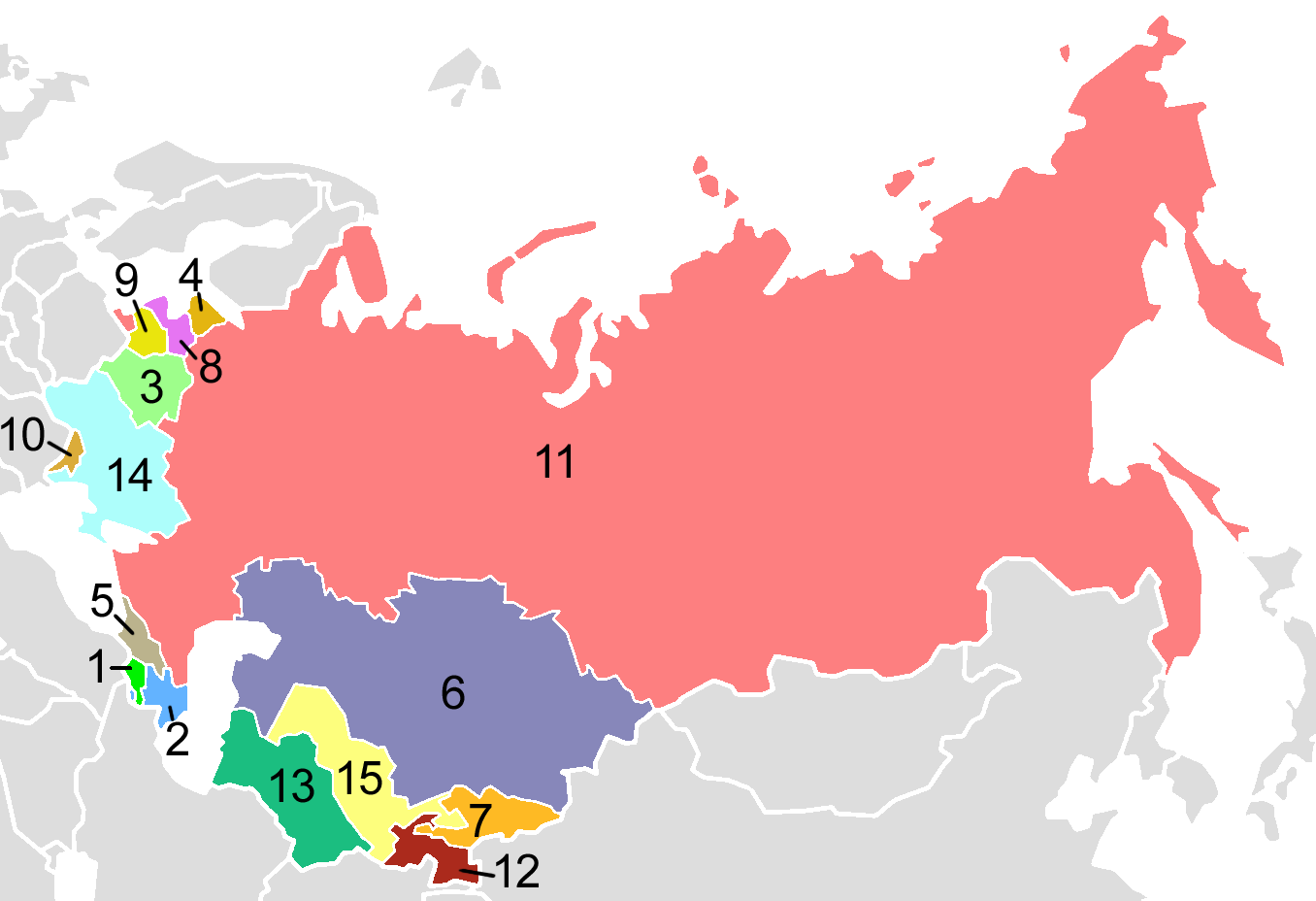
Пострадянські держави: 1 — Вірменія, 2 — Азербайджан, 3 — Білорусь, 4 — Естонія, 5 — Грузія, 6 — Казахстан, 7 — Киргизстан, 8 — Латвія, 9 — Литва, 10 — Молдова, 11 — Росія, 12 — Таджикистан, 13 — Туркменістан, 14 — Україна, 15 — Узбекистан.

Пострадя́нські держа́ви, також пострадя́нський про́стір — журналістське кліше для позначення 15 країн, що раніше входили до Радянського Союзу як Радянські Соціалістичні Республіки та стали незалежними під час розпаду СРСР: Азербайджан, Білорусь, Вірменія, Естонія, Грузія, Казахстан, Киргизстан, Латвія, Литва, Молдова, Російська Федерація, Таджикистан, Туркменістан, Узбекистан, Україна.
Терміни введено в ужиток Альгісом Празаускасом у статті «СНД як постколоніальний простір» (рос. СНГ как постколониальное пространство), що була опублікована 7 лютого 1992 року в «Незалежній газеті» (рос. Независимая газета).
Пострадянські держави є предметом досліджень в області географії, соціології, історії, політики, економіки та культурології.

## Пострадянські держави за регіонами

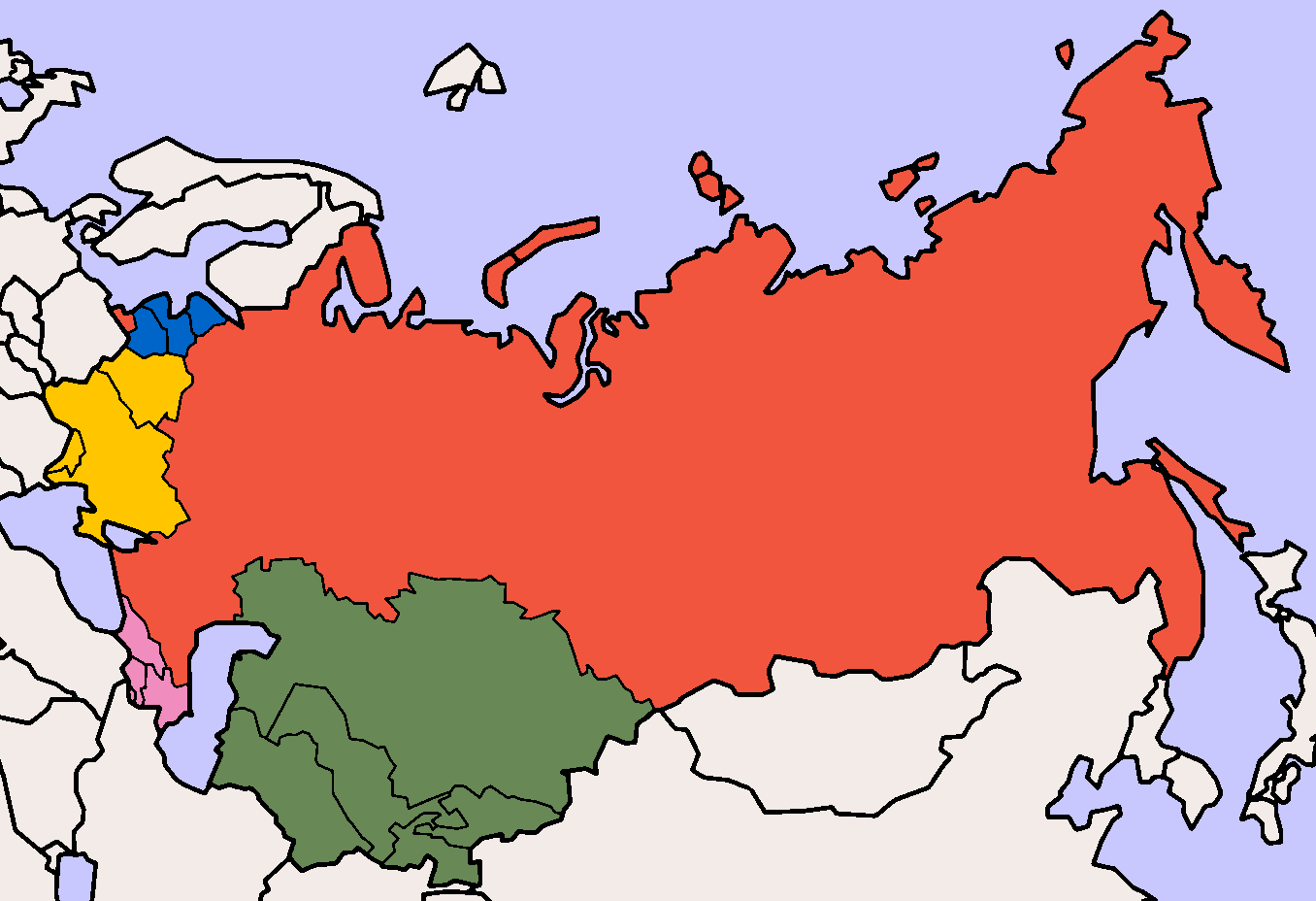
Групи пост-радянських держав:
Росія
Центральна Азія
Східна Європа
Балтійські країни
Південний Кавказ

Пострадянські держави традиційно поділяють на п'ять груп. Всі вони переважно є засновані на територіальному принципі, окрім балтійських країн, яким вдалося на відміну від повністю географічно європейських держав швидко інтегруватися в Європейський Союз, як культурно, так і економічно.
Балтійські країни
- Естонія
- Латвія
- Литва

Центральна Азія
- Казахстан
- Киргизстан
- Таджикистан
- Туркменістан
- Узбекистан

Східна Європа
- Білорусь
- Молдова
- Україна
- Росія

Південний Кавказ
- Вірменія
- Азербайджан
- Грузія

### Загальна статистика
| Прапор | Герб | Мапа | Назва офіційна назва                   | Назва державною мовою                                                         | Форма правління | Валюта                 | Столиця | Площа      | Населення   |
| ------ | ---- | ---- | -------------------------------------- | ----------------------------------------------------------------------------- | --------------- | ---------------------- | ------- | ---------- | ----------- |
|        |      |      | Азербайджан Азербайджанська республіка | азерб. Azərbaycan (Azərbaycan Respublikası)                                   | Республіка      | Азербайджанський манат | Баку    | 86 600     | 9 496,6     |
|        |      |      | Вірменія Республіка Вірменія           | вірм. Հայաստան (Հայաստանի Հանրապետություն)                                    | Республіка      | Вірменський драм       | Єреван  | 29 743     | 2 970,5     |
|        |      |      | Грузія Республіка Грузія               | груз. საქართველო (საქართველოს რესპუბლიკა)                                     | Республіка      | Ларі                   | Тбілісі | 69 700     | 4 570,9     |
|        |      |      | Естонія* Естонська Республіка          | ест. Eesti (Eesti Vabariik)                                                   | Республіка      | Євро                   | Таллінн | 45 228     | 1 274 709   |
|        |      |      | Латвія* Латвійська Республіка          | латис. Latvija (Latvijas Republika)                                           | Республіка      | Євро                   | Рига    | 64 589     | 2 191 580   |
|        |      |      | Литва* Литовська Республіка            | лит. Lietuva (Lietuvos Respublika)                                            | Республіка      | Євро                   | Вільнюс | 65 300     | 3 525 761   |
|        |      |      | Білорусь Республіка Білорусь           | біл. Беларусь (Рэспубліка Беларусь) рос. Беларусь (Республика Беларусь)       | Республіка      | Білоруський рубль      | Мінськ  | 207 600    | 9 643 566   |
|        |      |      | Молдова Республіка Молдова             | рум. Moldova (Republica Moldova)                                              | Республіка      | Молдовський лей        | Кишинів | 33 851     | 3 656 843   |
|        |      |      | Україна                                | укр. Україна                                                                  | Республіка      | Гривня                 | Київ    | 603 550    | 37 294 065  |
|        |      |      | Російська Федерація Росія              | рос. Россия (Российская Федерация)                                            | Республіка      | Російський рубль       | Москва  | 17 098 242 | 142 517 670 |
|        |      |      | Казахстан Республіка Казахстан         | каз. Қазақстан (Қазақстан Республикасы) рос. Казахстан (Республика Казахстан) | Республіка      | Казахстанський тенге   | Астана  | 2 724 900  | 17 522,0    |
|        |      |      | Киргизстан Киргизька Республіка        | кирг. Кыргызстан (Кыргыз Республикасы) рос. Киргизия (Киргизская республика)  | Республіка      | Сом                    | Бішкек  | 199 951    | 5 496,7     |
|        |      |      | Таджикистан Республіка Таджикистан     | тадж. Тоҷикистон (Ҷумҳурии Тоҷикистон)                                        | Республіка      | Сомоні                 | Душанбе | 143 100    | 7 768,4     |
|        |      |      | Туркменістан Республіка Туркменістан   | туркм. Türkmenistan (Türkmenistan Döwleti)                                    | Республіка      | Туркменський манат     | Ашгабат | 488 100    | 5 054,8     |
|        |      |      | Узбекистан Республіка Узбекистан       | узб. O’zbekiston (O‘zbekiston Respublikasi)                                   | Республіка      | Узбецький сом          | Ташкент | 447 400    | 28 394,2    |

## Ідеї нового союзу
Ще у дні розпаду СРСР було запропоновано створити конфедеративний Союз Суверенних Держав (ССД), до якого 14 листопада 1991 повинні були увійти попередньо погодилося сім республік (Білорусь, Казахстан, Киргизстан, Росія, Таджикистан, Туркменістан, Узбекистан). Через політичну ситуацію, що склалась на той час, та волю певних історичних постатей (Кравчук, Єльцин, Шушкевич), воно зрештою не було прийняте.
В середині 90-х років певний час розглядали, але у результаті так і не  узгодили, пропозицію президента Казахстану Нурсултана Назарбаєва від 29 березня 1994 організувати Євразійський Союз з п'яти республік (Білорусь, Казахстан, Киргизстан, Росія, Таджикистан).
Реальне втілення ідея знайшла у вигляді союзу Росії та Білорусі.

### Союз Росії та Білорусі
Конфедеративний Союз Росії та Білорусі було засновано 2 квітня 1997 на основі раніше (2 квітня 1996) створеного Співтовариства Росії та Білорусі. Ідея його створення належала президентові Білорусі Олександрові Лукашенку[джерело?].

## Регіональні організації

### Співдружність Незалежних Держав
Співдружність Незалежних Держав (СНД) — міждержавне об'єднання, створене для розвитку співпраці в політичній, економічній, гуманітарній, культурній і інших областях, для пом'якшення негативних наслідків розпаду СРСР. У нього входять всі колишні республіки Радянського Союзу, окрім Прибалтійських держав, України, Грузії й Туркменістану, які вийшли з його складу.

### ГУАМ

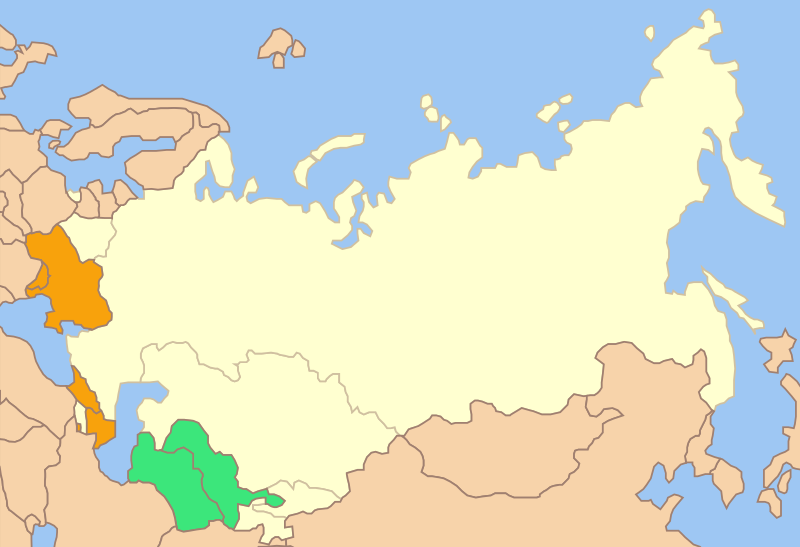
Члени ГУАМ
Члени ОДКБ

Організація за демократію та економічний розвиток ГУАМ — регіональне об'єднання чотирьох держав: Грузії, України, Азербайджану і Молдови. Первинно в організацію входив також Узбекистан, який пізніше покинув лави держав, які ратували за демократичні перетворення. ГУАМ багато-хто розглядає, як організацію, створену на противагу домінуванню Росії в регіоні. Варто відзначити, що держави-члени ГУАМ не входять до жодної іншої створеної на території колишнього СРСР організації, за винятком СНД.

### Організація Договору про Колективну Безпеку
До ОДКБ входять Росія, Білорусь, Казахстан, Киргизстан, Таджикистан, Вірменія та Узбекистан. Вважається, що ОКДБ створено на противагу НАТО і є реалізацією амбіцій Росії, що набирала економічної моці. Офіційно завдання ОДКБ — координація та об'єднання зусиль у боротьбі з міжнародним тероризмом і екстремізмом, незаконним обертом наркотичних засобів і психотропних речовин.

### Євразійське Економічне Співтовариство

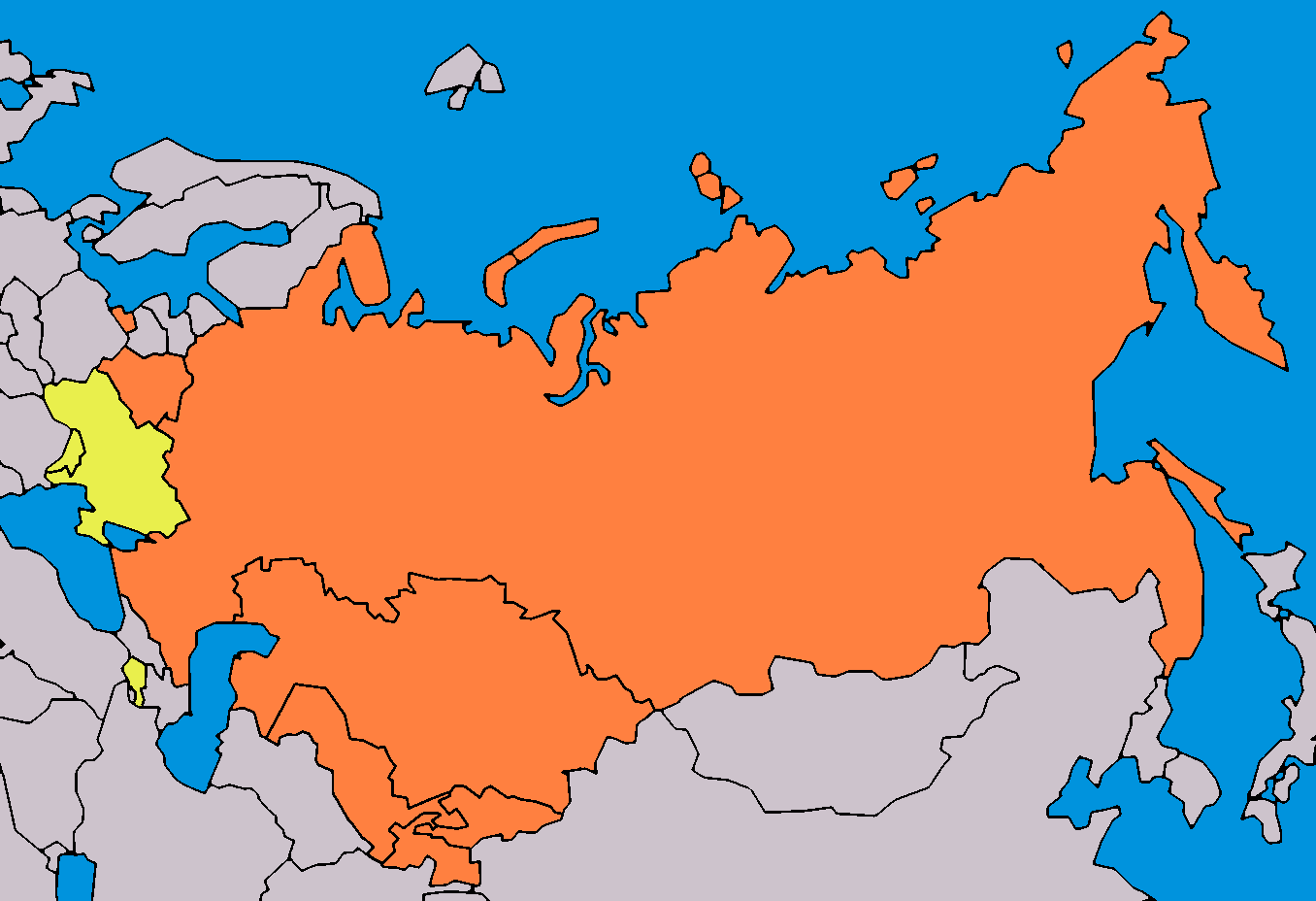
Євразійське Економічне Співтовариство:
Члени організації
Спостерігачі

Євразійське Економічне Співтовариство (ЄврАзЕС) було створене Росією, Білоруссю, Казахстаном, Киргизстаном і Таджикистаном на основі Митного Союзу СНД. Вірменія, Молдова, Україна мають статус спостерігачів у цій організації.
Україна раніше заявляла, що вона не зацікавлена у повноправному членстві в цьому співтоваристві. Стосовно цього питання пов'язані відчутні політичні маніпуляції. Прем'єр-міністр України В. Ф. Янукович у розмові з В. В. Путіним заявив, що Україна думає про ЄврАзЕС.
Молдова теж не планує повністю приєднуватися до організації, оскільки однією з необхідних для цього умов є наявність спільних кордонів з державами-членами співтовариства. Узбекистан погодився приєднатися до організації в жовтні 2005, коли почався процес об'єднання Організації Центрально-Азійської Співпраці, і Євразійського Економічного Співтовариства. Вступ Узбекистану до організації як повноправного члена відбулося 25 січня 2006 р.

### Центрально-Азійське Співробітництво

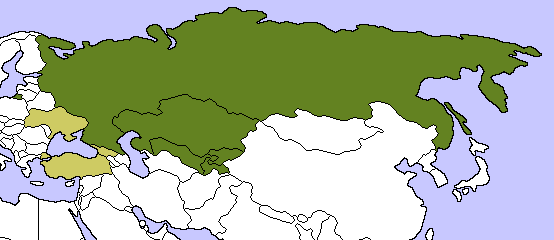
Центрально-Азійське Співробітництво:
Члени організації
Спостерігачі

Центральноазійське Співробітництво (ЦАС) було створено у 1991 році. 6 жовтня 2005 р. на саміті ЦАС ухвалено рішення, у зв'язку з майбутнім вступом Узбекистану в ЄвразЕС, підготувати документи для створення об'єднаної організації Цас-ЄвразЕС, тобто фактично вирішено скасувати ЦАС.

## Демократичні революції
- Революція троянд у Грузії
- Помаранчева революція в Україні
- Тюльпанова революція в Киргизстані

## Збройні конфлікти

### Конфлікти, пов'язані з сепаратизмом
- Придністров'я: конфлікт за незалежність від Молдови.
- Абхазія і Південна Осетія, конфлікти за незалежність від Грузії.
- Чечня, конфлікт за незалежність від Росії.
- Нагірний Карабах, конфлікт за незалежність від Азербайджану.
- Анексія Криму Росією та вторгнення російських військ на схід України, конфлікт за відокремлення від України.

### Конфлікти, не пов'язані з сепаратизмом
- Російське вторгнення в Україну (з 2022)

### Громадянські війни
Двічі на пострадянському просторі виникали громадянські війни, не пов'язані з сепаратизмом.
- Громадянська війна в Грузії між силами Звіада Гамсахурдіа і Едуарда Шеварднадзе.
- Громадянська війна в Таджикистані, що продовжувалася з 1992 по 1997 р.

## Оцінки
Міністр закордонних справ України Дмитро Кулеба під час виступу на форумі Association Exchange Forum в Києві восени 2021 року сказав, що «не тільки Східне партнерство, а й увесь так званий “пострадянський простір” уже не той, чим був раніше. Я думаю, буде справедливо сказати, що пострадянського простору більше не існує. Траєкторії країн цього регіону дуже довго були занадто різними. Останні два роки показали, що цивілізаційні розбіжності між групами країн стають все глибшими».